# Albert Cabestany
Albert Cabestany, né le 26 juin 1980 à Tarragone, est un pilote espagnol de sport motocycliste. Il concourt dans la discipline du trial, épreuve qui consiste à franchir des obstacles.

## Palmarès
Par extension, le terme trial désigne la discipline sur parcours en extérieur avec obstacles naturels tandis que le terme x-trial se réfère aux parcours en intérieur avec obstacles artificiels.
- Championnats du monde de trial
  - 3e : 2002, 2006, 2014

- Championnats du monde de x-trial
  - Champion du monde : 2002
  - 2e : 2005, 2006, 2009, 2010, 2011, 2012, 2014
  - 3e : 2003, 2007, 2008, 2013, 2015, 2016